# Carl Domschke
Carl August Domschke (auch Karl; * 14. November 1811 in Berlin; † 30. Dezember 1881 ebenda) war ein deutscher Maler, Zeichenlehrer und Professor.

## Biografie
Carl Domschke, Sohn des Kattunwebers Johann Gottlob Domschke, studierte ab 1833 an der Akademie der Künste in Berlin bei Wilhelm Hensel. Er wurde frühzeitig als „Eleve“ geehrt und erhielt 1840 die Große Akademische Medaille. Ab 1839 vertrat er Professor Berger und wurde ab 1853 Zeichenlehrer für Anatomie und Proportionen an der Kunstakademie. Von 1861 bis 1869 war er als Lehrer an der Kunst- und Gewerkeschule tätig und unterrichtete 31 Jahre Zeichnen an der Luisen-Stiftung. 1861 wurde er Professor und 1865 Inspektor der Akademie der Künste, an deren Ausstellungen er sich bereits ab 1836 regelmäßig beteiligt hatte. Einer seiner bekanntesten Schüler war Heinrich Zille. Zunächst malte er Landschaften und Genrebilder, wobei er Motive des ländlichen Alltags bevorzugte. Später trat er als Historienmaler hervor.
Domschke war ab 1842 mit Karoline Magdalena Haun verheiratet. 
Er starb 1881 im Alter von 70 Jahren in seiner Wohnung am Belle-Alliance-Platz 17. Er wurde später auf dem Dom-Friedhof I in Berlin-Mitte begraben (Grab nicht mehr auffindbar).

## Schriften
- Der Ornamentenzeichner; eine vollständige Schule zum Unterricht im Ornamentenzeichnen. Winckelmann, Berlin 1850.
- Wegweiser für den praktischen Unterricht im Freihandzeichnen : zum Schulgebrauch und zum Selbstunterricht. Landau, Berlin 1869.
- Atlas zu Domschke’s Wegweiser : für den practischen Unterricht im Freihandzeichnen. N. Landau, Berlin 1869.
- Handbuch zur proportionslehre des menschlichen körpers von mann, weib und dreijährigen knaben, nach der natur und mit benutzung des Polyclet des Schadow, mit angabe der wirklichen natur-(normal) grösse nach dem rheinländischen zollstock und dem metermässe. Loewenstein, Berlin 1878.
- Handbuch der plastischen Anatomie des Menschen. Blasewitz:Loewenstein, Dresden 1879.